# Sono già solo
Sono già solo è un singolo del gruppo musicale italiano Modà, pubblicato il 12 marzo 2010 dalla Carosello.
Il singolo ha raggiunto il successo nel luglio dello stesso anno, entrando alla nona posizione della classifica italiana e arrivando alla seconda nelle settimane successive. Nello stesso periodo è stata pubblicata, per la Danceandlove, una nuova edizione del singolo, in versione remix, curata dal DJ Gabry Ponte. Il brano si è piazzato all'8º posto dei brani più venduti in Italia nel 2010.
Il video ufficiale del brano è stato diretto da Gaetano Morbioli.
La cover è stata interpretata per la prima volta da Antonio Mungari nel talent show Amici di Maria De Filippi in onda con la decima edizione il 2 Ottobre 2010.

## Tracce
CD
1. Sono già solo - 3:26

Download digitale (Remix)
1. Sono già solo (Gabry Ponte remix edit) - 4:12
2. Sono già solo (Gabry Ponte remix extended) - 5:08

## Classifiche
| Classifica (2010) | Posizione massima |
| ----------------- | ----------------- |
| Italia            | 2                 |